# Кузыбаев, Наманжан
Наманжан Кузыбаев (1920 год, Скобелевский уезд, Ферганская область, Туркестанский край — неизвестно, Алты-Арыкский район, Ферганская область, Узбекская ССР) — звеньевой колхоза «Ленинизм» Алты-Арыкского района Ферганской области, Узбекская ССР. Герой Социалистического Труда (1949).

## Биография
Родился в 1920 году в крестьянской семье в одном из сельских населённых пунктов Скобелевского уезда. После окончания сельской школы трудился рядовым колхозником в местном колхозе (позднее — колхоз «Ленинизм» Алты-Арыкского района). В послевоенные годы возглавлял хлопководческое звено в этом же колхозе.
В 1948 году звено под его руководством собрало в среднем с каждого гектара по 98 центнеров хлопка-сырца на участке площадью 6 гектаров. Указом Президиума Верховного Совета СССР от 18 мая 1949 года удостоен звания Героя Социалистического Труда за «получение высоких урожаев риса, хлопка и сахарной свеклы в 1948 году» с вручением ордена Ленина и золотой медали «Серп и Молот» (№ 3640).
В 1956 году звено получило в среднем с каждого гектара по 47 центнеров хлопка-сырца на участке площадью 100 гектаров. За эти выдающиеся трудовые достижения был награждён вторым Орденом Ленина.
Неоднократно участвовал во Всесоюзных выставках ВСХВ и ВДНХ.
После выхода на пенсию проживал в Алтыарыкском районе. Дата его смерти не установлена.
Награды
- Герой Социалистического Труда
- Орден Ленина — дважды (1949; 11.01.1957)
- Орден Трудового Красного Знамени (15.10.1953)
- Медаль ВСХВ и ВДНХ.